# Teresa Margolles
Teresa Margolles, nascida em 1963, em Culiacán, Sinaloa, é uma artista conceitual, fotógrafa, cineasta e artista performática mexicana, amplamente reconhecida por sua produção crítica em torno das violências estruturais, da necropolítica e da visibilização dos corpos marginalizados. Com formação em comunicação, arte e medicina forense, Margolles utiliza materiais provenientes de necrotérios e cenas de crime — como sangue, tecidos, água de lavagem de cadáveres e detritos urbanos — para denunciar as desigualdades sociais e os mecanismos de exclusão que regulam a vida e a morte no México contemporâneo.
Sua obra estabelece um diálogo com o conceito de “biopolítica” e, em especial, com a noção de “necropolítica” tal como formulada por Achille Mbembe, ao explorar como o Estado e o narcotráfico determinam quem merece viver e quem pode morrer. Segundo Cuauhtémoc Medina, “a prática de Margolles transforma o luto coletivo em experiência estética, convidando o público a compartilhar a contaminação moral das mortes anônimas”. A artista esteve vinculada ao coletivo SEMEFO (Servicio Médico Forense), ativo nos anos 1990, cujas ações inauguraram uma abordagem radical sobre os limites entre arte, ciência e denúncia social no México pós-NAFTA.
Margolles opera com frequência em intervenções mínimas, muitas vezes silenciosas, que atualizam o potencial político do vestígio. Em sua obra En el aire (2003), por exemplo, o público respira bolhas de sabão produzidas com água usada na lavagem de cadáveres — um gesto estético perturbador que revela, segundo Andrea Giunta, “o deslocamento do cadáver da cena do crime para a cena da arte”. Tais estratégias apontam para um regime ético do sensível, em que arte e política se interpenetram como formas de resistência ao apagamento das vítimas da violência sistêmica.
Como afirma Julia Bryan-Wilson, ¨a arte de Margolles não estetiza a morte: ela a politiza¨. Sua atuação internacional inclui representações nacionais no Pavilhão do México na Bienal de Veneza (2009), além de exposições de destaque em instituições como o Migros Museum, em Zurique, o Musée d'Art Moderne de la Ville de Paris e o Museo Universitario Arte Contemporáneo (MUAC), na Cidade do México.

## Biografia

### Formação e primeiros anos (1963–1990)
Teresa Margolles nasceu em 1963, na cidade de Culiacán, capital do estado de Sinaloa, no noroeste do México. Essa região é notoriamente marcada por altos índices de violência relacionados ao narcotráfico e por profundas desigualdades sociais. O ambiente em que cresceu influenciaria de maneira decisiva sua produção artística, centrada na morte violenta e na marginalização social. Como ela mesma declarou em entrevista ao Museo Universitario Arte Contemporáneo (MUAC), “Culiacán me deu a consciência de que a morte tem uma presença constante e física, e que a violência não é uma abstração, mas algo que se vive e se toca todos os dias”.
Nos anos 1980, Margolles iniciou seus estudos em Ciências da Comunicação na Universidad Autónoma de Sinaloa. Posteriormente, mudou-se para a Cidade do México, onde sua trajetória acadêmica e artística se diversificou ao ingressar na Escuela Nacional de Artes Plásticas da Universidad Nacional Autónoma de México (UNAM), hoje denominada Faculdade de Artes e Design. Ali teve contato com propostas contemporâneas de arte conceitual, performance e práticas interdisciplinares.
Durante esse período, Margolles também iniciou estudos em medicina forense e trabalhou como técnica em um necrotério da capital, uma experiência que marcaria profundamente sua poética. Foi neste ambiente que ela estabeleceu o vínculo visceral entre morte e arte que caracterizaria sua obra nas décadas seguintes. Segundo Cuauhtémoc Medina, um de seus principais interlocutores críticos, “o trabalho de Margolles não busca estetizar a morte, mas restituir-lhe sua dimensão corpórea, política e social”. A experiência direta com cadáveres e os processos pós-morte propiciou à artista não apenas acesso privilegiado a materiais que ela viria a incorporar em sua produção — como fluidos corporais, panos ensanguentados e documentos necrológicos —, mas sobretudo uma sensibilidade crítica à “inscrição da violência no corpo dos anônimos”.
A dualidade entre arte e ciência forense, ética e estética, tornou-se o eixo estruturante de sua investigação, permitindo-lhe elaborar uma linguagem singular, na qual o testemunho da morte violenta é transmutado em forma artística sem perder sua contundência material e simbólica. Como afirma Margolles: “Na morgue aprendi que cada corpo conta uma história que ninguém quer ouvir”.
Esse primeiro momento da trajetória da artista culminou na fundação, em 1990, do Grupo SEMEFO, do qual Margolles seria a principal articuladora — marco inicial de sua projeção no campo da arte contemporânea.

### Coletivo SEMEFO (1990–1999)
Em 1990, Teresa Margolles foi cofundadora do coletivo artístico SEMEFO (acrônimo de Servicio Médico Forense), ativo durante toda a década de 1990. O grupo propôs uma crítica visceral à normalização da violência e da exclusão no México neoliberal, empregando restos humanos, ossos, fluidos corporais e documentos forenses em instalações, performances e intervenções.
O SEMEFO operava numa intersecção entre arte conceitual, crítica institucional e ação direta, articulando referências da cultura visual latino-americana com teorias contemporâneas sobre corpo, trauma e memória. Como destaca Olivier Debroise, “o grupo projetou um discurso de morte contra a assepsia das instituições artísticas mexicanas”.
Margolles era a figura central do coletivo, especialmente pela sua formação forense e acesso a materiais provenientes dos necrotérios. Em trabalhos como Papeles (1997), folhas de papel absorviam fluidos de cadáveres para se transformarem em suportes de memória e denúncia.

### Carreira solo e projeção internacional (2000–presente)

#### Transição para uma carreira solo
Após a dissolução do coletivo SEMEFO no final dos anos 1990, Teresa Margolles passou a construir uma carreira solo cujas estratégias poéticas mantêm e expandem sua atenção à violência sistêmica no México. A artista deu continuidade ao uso de materiais provenientes de necrotérios e cenas de crime — como panos ensanguentados, água utilizada para lavar cadáveres ou fragmentos de vidro e concreto retirados de locais de execução —, agora inserindo essas matérias em contextos museológicos e galerísticos internacionais.
Segundo Cuauhtémoc Medina, a transição da artista para uma trajetória autônoma “intensificou a dimensão política e ética de sua produção, que passou a interpelar diretamente instituições e públicos além do México, convertendo o trauma local em uma alegoria global da morte social”.

#### Principais exposições e obras
Desde 2000, Margolles apresentou trabalhos em grandes instituições internacionais, sendo reconhecida por projetos de alta potência crítica. Em 2009, representou o México na 53ª Bienal de Veneza com a instalação ¿De qué otra cosa podríamos hablar?, composta por tecidos embebidos com o sangue de vítimas da violência em Ciudad Juárez. Conforme o catálogo oficial da Bienal, o projeto “utilizou o espaço como um corpo em decomposição, forçando o visitante a respirar e atravessar uma arquitetura contaminada pela morte”.As datas exatas de algumas obras e exposições foram confirmadas a partir de fontes secundárias quando não disponíveis nos catálogos das instituições envolvidas.
Margolles tem exibido extensivamente por mais de duas décadas, tanto na América Latina quanto internacionalmente. Algumas de suas exposições recentes incluem:
- En la Herida, Kunsthalle Krems, Áustria (2019)
- You fall in line or they put you in line, BPS22 Musée d'art de la Province de Hainaut, Charleroi, Bélgica (2019)
- LA CARNE MUERTA NUNCA SE ABRIGA, Museo de la Solidaridad Salvador Allende, Santiago, Chile (2019)
- Estorbo, Museo de Arte Moderno de Bogotá, Colômbia (2019)
- Sutura, Francuski Paviljon, Zagreb, Croácia, que viajou para daadgalerie, Berlim, Alemanha (2018)
- Ya Basta Hijos de Puta, PAC Padiglione d’Arte Contemporanea, Milão, Itália (2018)
- Mundos, Musée d’Art Contemporain de Montréal, Canadá (2017)
- 45 Cuerpos, Museo de la Ciudad de Querétaro, México (2016)
- We Have a Common Thread, Neuberger Museum of Art, Purchase, NY, que viajou para Colby Museum of Art, Waterville, ME e Rubin Gallery, The University of Texas at El Paso, TX (2015)
- Enquanto for Necessário (As Long as it is Needed), Fundação Joaquim Nabuco, Recife, Brasil (2014)
- El Testigo, Centro de Arte Dos de Mayo, Madri, Espanha (2014)
- La Promesa, Museo Universitario de Arte Contemporáneo (MUAC), Cidade do México, México (2012)
- Frontera, Kunsthalle Fridericianum, Kassel, Alemanha, que viajou para Museion, Bolzano, Itália (2010)

Como observa Helaine Posner, “Margolles reposiciona os objetos da violência como monumentos sutis, mas devastadores, da precariedade contemporânea”.
Segundo o site da galeria James Cohan, que representa a artista, seus projetos frequentemente “envolvem instalações minimalistas, que incorporam elementos contaminados, transformando o espaço expositivo em um dispositivo de luto e protesto”.

#### Temas recorrentes, evolução artística e estilo
Embora tenha se tornado notória por seu enfoque na necropolítica urbana do México, Margolles expandiu seu campo de ação. Nos últimos anos, tem abordado temas como migração, fronteiras e marginalidade, com atenção especial a corpos racializados, feminilizados e trans.
A obra de Teresa Margolles é reconhecida por sua abordagem direta, crítica e sensível sobre os impactos sociais e simbólicos da morte, sobretudo no contexto da violência estrutural que aflige o México contemporâneo. A artista desenvolve, desde os anos 1990, um vocabulário estético e conceitual que associa práticas forenses a dispositivos da arte contemporânea, investigando as marcas que a morte deixa sobre os corpos, os espaços urbanos e a memória coletiva.
Seu trabalho tematiza de maneira recorrente o necropoder, conceito formulado por Achille Mbembe em 2003, que descreve as formas como o Estado exerce controle sobre quem pode viver e quem deve morrer. Como observa Cuauhtémoc Medina, “a prática de Margolles não é apenas uma representação da violência, mas uma metonímia da violência — uma exposição direta dos resíduos que ela produz”. A artista coleta, manipula e expõe materiais provenientes de necrotérios e cenas de crime — como panos manchados de sangue, água usada para lavar cadáveres, ou objetos pertencentes a vítimas — a fim de criar instalações que provocam o espectador a confrontar a violência invisibilizada pela lógica espetacular da mídia.
Outro elemento central é o corpo — não como figura representada, mas como vestígio, ausência ou ruína. Como afirma Margolles, “no México, a morte tornou-se cotidiana, mas permanece sem linguagem. Minha obra tenta oferecer um idioma para falar dela”. Seu estilo minimalista, frequentemente associado ao formalismo contemporâneo, adquire uma dimensão ética e política: é a estética do indizível, da dor silenciosa que atravessa comunidades inteiras.
Em 2024, apresentou a obra Mil Veces un Instante no fourth plinth da Trafalgar Square, em Londres — um cubo de concreto coberto por 726 máscaras de silicone moldadas nos rostos de pessoas trans e não binárias do Reino Unido e do Brasil, muitas delas trabalhadoras do sexo. O projeto homenageia Karla, uma mulher trans assassinada em Juárez, e propõe “um memorial para vidas que vivem na intersecção entre vulnerabilidade, dignidade e resistência”.
O crítico Adrian Searle escreveu sobre a obra: “É um trabalho silencioso e comovente. Uma massa que pesa toneladas, mas é feita de rostos que parecem quase evaporar no concreto. O peso simbólico é imenso”.

#### Reconhecimento internacional
Em 2009, Margolles representou o México na Bienal de Veneza com a instalação ¿De qué otra cosa podríamos hablar?, composta por panos ensanguentados de vítimas de homicídios em Ciudad Juárez. O projeto foi recebido como uma das mais contundentes declarações artísticas sobre o feminicídio e a militarização da vida urbana na América Latina.
Em 2024, Margolles instalou Mil Veces un Instante (en: A Thousand Times in an Instant) no quarto plinto da Trafalgar Square, em Londres. A obra consiste em um cubo de 3,3 toneladas métricas, coberto com 726 máscaras faciais de pessoas trans, não binárias e de gênero não conformes do Brasil e do Reino Unido, muitas das quais são trabalhadoras do sexo. A instalação é dedicada à amiga de Margolles, Karla La Borrada, uma mulher transgênero assassinada em Juárez em 2015.   
A recepção internacional do trabalho de Margolles tem sido majoritariamente positiva, com presença constante em bienais (como Veneza, São Paulo, Liverpool e Berlim) e em coleções de museus como o MoMA, Tate Modern e Centre Pompidou. A crítica destaca sua abordagem ética da violência, aliada a uma estética formal rigorosa.
O curador João Fernandes, em entrevista para o El País, afirmou: “Margolles é uma das artistas mais importantes de nosso tempo porque articula com precisão aquilo que é frequentemente silenciado — o corpo destruído como testemunho social”.

## Ligações Externas
- Cohan, James. Tereza Margolles (Biografia)
- Art Museum (Princeton University)